# Vincent Ward
Vincent Ward (Greytown, 16 de febrer de 1956) és un director de cinema, guionista i artista multimèdia neozelandès. En 2007 va rebre la Orde de Nova Zelanda per la seva contribució al món del cinema. .

## Biografia
Estudi al St Patrick's College, i a la Ilam School de Belles arts, dependent de la University of Canterbury a Christchurch, Nova Zelanda.

## Carrera
Mentre encara era a l'escola Ward va començar a escriure i dirigir pel·lícules. Entre 1978–81, va filmar el documental In Spring One Plants Alone, que va guanyar en 1982 el Gran Premi de Cinéma du Reel (París), i el premi Silver Hugo al Festival Internacional de Cinema de Chicago. In Spring One Plants Alone va suposar el punt de partida per al seu treball Rain of the Children (2008), però el seu debut en un llargmetratge va ser amb Vigil (1984).
Vigil, El navegant (1988) i El mapa del cor humà (1993) van ser els primers films de Nova Zelanda seleccionats per a la secció oficial del Festival de Canes. aquests tres films van guanyar 30 premis internacionals, a Itàlia, Espanya, Alemanya, els Estats Units i França.
El navegant va cridar l'atenció de Hollywood i Ward dirigiria allí Més enllà dels somnis, protagonitzada per Robin Williams, que va ser nominada a dos Oscars i va guanyar el de millors efectes visuals en 1999.
Als Estats Units Ward va escriure un guió per a Alien 3 que va ser rebutjat per la productora. Però també va escriure el material que va donar peu a la pel·lícula de L'últim samurai, però en comptes de dirigir la pel·lícula protagonitzada per Tom Cruise va exercir de productor executiu. Després va escriure i va dirigir la pel·lícula La reina del riu protagonitzada per Kiefer Sutherland i Samantha Morton.
Rain of the Children ganó el premio Era New Horizons Film Festival va guanyar el premi Era New Horizons Film Festival i va ser nominat al millor director i millor música en el Qantas Film and TV Awards de Nova Zelanda.
Vincent Ward va ser nominat a millor director pel gremi de directors australians per Rain of the Children.
El 2010 va publicar el llibre Vincent Ward: The Past Awaits, com una crònica de la seva carrera.
Ward aquesta actualment centrat en el món de l'art.
Ha fet tres exposicions que combinen pintura, fotografia i vídeo, per exemple, En 2011 va presentar Breath en la Govett-Brewster Art Gallery de New Plymouth.
El 2012 va presentar Inhale i Exhale a Auckland.
Va editar un tercer llibre, Inhale | Exhale, per a coincidir amb aquestes exposicions. Ward ha estat reconegut en la biennal d'art de Xangai de 2012. a The Bund.

## Filmografia
- A State of Siege (1978) (corto) director i guionista
- In Spring One Plants Alone (1981) (corto) director, productor i guionista
- Vigil (1984, director i guionista)
- El navegant (1988, director i guionista)
- Alien 3 (1992, argumentista)
- El mapa del cor humà (1993, director, productor i guionista)
- Més enllà dels somnis (1998, director)
- L'últim samurai (2003, productor ejecutivo)
- La reina del riu (2005, director i guionista)
- Rain of the Children (2008, director, productor i guionista)